# الطائرة البارالمبية العالمية
الاتحاد العالمي للكرة الطائرة لذوي الإعاقة والذي كان يُعرف سابقًا باسم المنظمة العالمية للكرة الطائرة لذوي الإعاقة (WOVD)، هو منظمة دولية تُعنى بالأشخاص ذوي الإعاقات الجسدية. وهي تابعة للجنة البارالمبية الدولية. تم تأسيس المنظمة العالمية للكرة الطائرة لذوي الإعاقة في عام 1981، وكانت جزءًا من الاتحاد الدولي لرياضة القدرة. وفي عام 1992، أصبحت منظمة مستقلة بذاتها في برشلونة، إسبانيا، وتم إنشاء مقرها الرئيسي في هولندا.
يتولى الاتحاد مسؤولية تنظيم والإشراف على إقامة البطولات الدولية في الكرة الطائرة للرجال والنساء والشباب. كما ينسق الاتحاد، بصفته منظمة مستقلة، مع اللجنة البارالمبية الدولية ومع منظمات أخرى تُعنى بالأشخاص ذوي الإعاقة أو غير ذوي الإعاقة. وقد اعتمدت المنظمة اسمها الحالي "الاتحاد العالمي للكرة الطائرة لذوي الإعاقة" (World ParaVolley) في جمعيتها العامة لعام 2014.

## تاريخ
مع انتشار لعبة الكرة الطائرة وازدياد شعبيتها، وبالتزامن مع تزايد شعبية الألعاب الأولمبية، بدأت الألعاب البارالمبية في الظهور. أُقيمت أول دورة ألعاب بارالمبية في عام 1960 في روما، مباشرة بعد الألعاب الأولمبية. وبحلول عام 1976، بدأ مبتورو الأطراف في المشاركة في الألعاب البارالمبية.
وفي عام 1967، قدم الهولنديون لعبة جديدة تُدعى الكرة الطائرة الجلوس، وهي مزيج بين لعبتي سيتزبول والكرة الطائرة. ثم في عام 1978، اعتمدت المنظمة الدولية للرياضة لذوي الإعاقة هذه اللعبة ضمن برامجها. أُقيمت أول بطولة رسمية في عام 1979 في مدينة هارلم، هولندا، وفي عام 1980 تم اعتماد الكرة الطائرة بوضعية الجلوس كرياضة بارالمبية، بعدد سبعة لاعبين لكل فريق. ومنذ عام 1993، تُنظم بطولات دولية في الكرة الطائرة جلوس للرجال والنساء على حد سواء. وقد أصبحت واحدة من الرياضات الجماعية الرئيسية ضمن البرنامج البارالمبي، وتتميز هذه الرياضة بسرعتها وإثارتها وجاذبيتها للجمهور، كما تُبرز القدرات الرياضية للرياضيين من ذوي الإعاقة.
أما الكرة الطائرة وقوفًا لذوي الإعاقة، فقد كانت تُمارَس من قبل رياضيين من ذوي الإعاقات منذ فترة طويلة قبل تأسيس الاتحاد الدولي الخاص بها. نشأت هذه الرياضة في بريطانيا، وكان يمارسها في البداية فقط اللاعبون من مبتوري الأطراف. ولتشجيع مشاركة ذوي البتر الشديد، وُضِع نظام تصنيف خاص يجب على اللاعبين الالتزام به أثناء المباريات، كما يجب على الفرق احترام هذه التصنيفات لضمان تشكيل عادل ومتوازن للفرق. وقد أُقيمت مسابقات دولية في هذه الرياضة منذ ستينيات القرن العشرين، إلا أن الكرة الطائرة لم تُدرج في البرنامج البارالمبي رسميًا حتى عام 1976، في دورة الألعاب التي أُقيمت في تورنتو، أونتاريو، كندا. ومنذ عام 1980، أصبحت الكرة الطائرة جزءًا من التقويم الرياضي الدولي بشكل منتظم.
الرئيس الحالي للاتحاد هو الأسترالي باري كوزنر.

## أصل
ابتُكرت لعبة الكرة الطائرة على يد ويليام ج. مورغان، وهو مدير التربية البدنية في جمعية الشبان المسيحيين، وذلك في 9 فبراير عام 1895 في مدينة هوليوك بولاية ماساتشوستس (الولايات المتحدة الأمريكية). عند اختراعه للعبة، أطلق عليها مورغان اسم مينونيت، وكان هو من كتب أولى قواعدها.
بعد مرور 64 عامًا، وتحديدًا في عام 1964، تم إدراج الكرة الطائرة للرجال والنساء ضمن الألعاب الأولمبية. ولاحقًا، في عام 1984، فاز فريق الرجال بأول ميدالية أولمبية له، ثم أُضيفت الكرة الطائرة الشاطئية للرجال إلى الألعاب الأولمبية في عام 1996.

## أعضاء
عدد الدول الأعضاء حتى 30 يونيو 2023 بلغ 66 دولة:
أوروبا (26 دولة): البوسنة والهرسك - كرواتيا - التشيك - الدنمارك - إستونيا - فنلندا - فرنسا - جورجيا - ألمانيا - بريطانيا - المجر - إيطاليا - لاتفيا - ليتوانيا - مالطا - الجبل الأسود - هولندا - النرويج - بولندا - صربيا - سلوفاكيا - سلوفينيا - تركيا - أوكرانيا - روسيا - كوسوفو
آسيا والمحيط الهادئ (17 دولة): كمبوديا - الصين - إيران - الهند - إندونيسيا - العراق - اليابان - كازاخستان - كوريا - ماليزيا - منغوليا - ميانمار - السعودية - سريلانكا - تايلاند - فانواتو - الفلبين
الأمريكيتان (13 دولة): الأرجنتين - بوليفيا - البرازيل - كندا - كولومبيا - كوستاريكا - الإكوادور - السلفادور - المكسيك - نيكاراغوا - بيرو - الولايات المتحدة الأمريكية - فنزويلا
أفريقيا (10 دول): الجزائر - مصر - غانا - المغرب - موزمبيق - نيجيريا - جمهورية الكونغو الديمقراطية - رواندا - جنوب أفريقيا - زيمبابوي

## أنواع الكرة الطائرة

### الكرة الطائرة بوضعية الجلوس
كانت ألعاب القوى والسيتسبول – التي نشأت في ألمانيا – من الرياضات الرئيسية في البداية. لكن سرعان ما تبين أن السيتسبول، التي تُلعب جلوسًا على الأرض، كانت رياضة خاملة للغاية؛ فبدأ البحث عن أشكال أكثر حركة من الرياضة. ومع الكرة الطائرة بوضعية الجلوس، لم تعد الإعاقة تمثل عائقًا للاعب. إذ يجب على اللاعبين أن يكونوا جالسين على الأرض عند ضرب الكرة، لذا فإن المهارة وحدها هي المهمة، وليس الإعاقة. وهذا ما يجعلها رياضة تنافسية للغاية.
في عام 1956، قدّمت اللجنة الرياضية الهولندية لعبة جديدة تُدعى الكرة الطائرة بوضعية الجلوس، وهي مزيج من السيتسبول والكرة الطائرة. ومنذ ذلك الحين، نمت هذه الرياضة لتصبح من أكبر الرياضات التي تُمارس بشكل تنافسي، ليس فقط من قِبل ذوي الإعاقة في هولندا، بل أيضًا من قِبل لاعبي الكرة الطائرة الأصحاء الذين يعانون من إصابات في الكاحل أو الركبة.
تملك الكرة الطائرة الجالسة القدرة على التطور لتصبح رياضة يُمكن أن يلعبها ذوو الإعاقة وغيرهم بمستوى تقني عالٍ.
تُلعب الكرة الطائرة الجالسة بستة لاعبين لكل فريق، على ملعب أصغر وبشبكة منخفضة. وتُتيح هذه النسخة لمبتوري الطرفين السفليين، والمصابين في النخاع الشوكي، وغيرهم من ذوي الإعاقات المختلفة، لعب الكرة الطائرة. وباستثناء بعض القواعد المتعلقة بالمزايا الجسدية، فإن جميع قواعد اللاعبين غير المعاقين تُطبّق.

### الكرة الطائرة بوضعية الوقوف
الكرة الطائرة بوضعية الوقوف هي الرياضة الجماعية الوحيدة التي يمكن أن تُمارَس وقوفًا من قِبل ذوي الإعاقات الجسدية. ويمكن للرياضيين مبتوري الأطراف أن يختاروا اللعب باستخدام الأطراف الاصطناعية أو بدونها. وبحسب التوازن الجسدي، قد يختار بعض مبتوري الساق فوق الركبة اللعب من دون طرف صناعي، قافزين على ساق واحدة. وتُلعب الكرة الطائرة الواقفة وفقًا لقواعد الاتحاد الدولي للكرة الطائرة.
وقد تقرر في هذه الرياضة السماح بمشاركة فئات إعاقة أخرى، مما شجع مزيدًا من الدول على المشاركة. وعلى الرغم من أن هذا أدى في البداية إلى مشكلات في التصنيف، فقد وضعت المنظمة العالمية للكرة الطائرة لذوي الإعاقة، بعد أربع سنوات، معايير للتصنيف تشمل اللاعبين الذين يعانون من إعاقات مختلفة في الذراع أو الساق.

### الكرة الطائرة الشاطئية
كرة الطائرة الشاطئية البارالمبية هي نسخة من الكرة الطائرة بوضعية الوقوف تُلعب على ملاعب شاطئية بدلًا من الصالات المغلقة. وتتكون الفرق من ثلاثة لاعبين وتُطبّق نظام التصنيف البارالمبي. وتُتّبع قواعد الكرة الطائرة الشاطئية الخاصة بالاتحاد الدولي للكرة الطائرة. وتشهد الرياضة نموًا متزايدًا، إذ تتنافس الفرق بانتظام في آسيا وأوقيانوسيا منذ عام 2007. واعتبارًا من عام 2018، تعمل منظمة الطائرة العالمية على إدراج الكرة الطائرة الشاطئية البارالمبية كرياضة ميدالية في ألعاب لوس أنجلوس 2028.